# Ludvig Bødtcher
Œuvres principales
Mødet med Bacchus
Ludvig Adolph Bødtcher (22 avril 1793 — 1er octobre 1874) est un poète lyrique danois.

## Biographie
Ludvig Adolph Bødtcher nait en 1793 à Copenhague. Grâce à un héritage il part vivre en 1824 en Italie et il y restera dix ans. Il est dans ce pays le confident et le guide des écrivains danois Hans Christian Andersen et Henrik Hertz. Son poème le plus connu Mødet med Bacchus, 1846  (La rencontre avec Bacchus), parle de mythologie antique. Habituellement classifié comme un esthétique comme Christian Winther et Emil Aarestrup, il est de nos jours peu connu des Danois.
Il meurt à Copenhague en 1874.
Certaines sources donnent son nom sous la forme allemande, Ludwig Bödtcher.

## Œuvres
- Digte, ældre og nyere (Poèmes anciens et nouveaux) (1856). Republié en 1870 avec 14 poèmes additionnels.